# 黒い肖像
『黒い肖像』（くろいしょうぞう、英語: Portrait in Black）は、1960年に公開されたアメリカ合衆国のスリラー映画。
アイヴァン・ゴフとベン・ロバーツによる戯曲を基にしたフィルム・ノワール作品で、2人は脚本も担当。監督はマイケル・ゴードン。プロデューサーはロス・ハンター。主演はラナ・ターナーとアンソニー・クイン。また、本作はアンナ・メイ・ウォンの最後の映画出演作となった。

## キャスト
※括弧内は日本語吹替（初回放送1968年10月27日『日曜洋画劇場』）
- シーラ・キャボット：ラナ・ターナー（瀬能礼子）
- デビッド・リベラ医師：アンソニー・クイン（小松方正）
- ハワード・メイソン：リチャード・ベイスハート（村越伊知郎）
- キャシー・キャボット：サンドラ・ディー（上田みゆき）
- ブレイク・リチャーズ：ジョン・サクソン（中田浩二）
- コッブ：レイ・ウォルストン
- ミス・リー：ヴァージニア・グレイ
- タウニー：アンナ・メイ・ウォン
- ピーター・キャボット：デニス・コーラー
- マシュー・S・キャボット：ロイド・ノーラン（大木民夫）

## スタッフ
- 監督：マイケル・ゴードン
- 製作：ロス・ハンター
- 原作・脚本：アイヴァン・ゴッフ、ベン・ロバーツ
- 撮影：ラッセル・メティ
- 編集：ミルトン・キャルース
- 音楽：フランク・スキナー